# Anderson Duarte
Anderson Duarte, né le 23 mars 2004 à Tacuarembó,  est un footballeur uruguayen. Il joue au poste d'attaquant au Mazatlán FC, en prêt du Deportivo Toluca.

## Carrière

### En club
Formé à Defensor SC, il fait ses débuts professionnels le 10 novembre 2021 contre l'Uruguay Montevideo. 

### En sélection
Il fait partie de l'équipe des moins de 20 ans qui participe au championnat de la CONMEBOL des moins de 20 ans en Colombie. 

## Palmarès
Defensor SC (1)
- Coupe d'Uruguay
  - Vainqueur en 2022.

 Uruguay -20 ans (1)
- Coupe du monde des moins de 20 ans
  - Vainqueur en 2023